# Jaime Einstein
Jaime Einstein (Matanzas, Cuba, 4 de marzo de 1947 - Safed, Israel, 23 de enero de 2015) fue un escritor y abogado cubano.

## Primeros años
Nacido en Matanzas, Cuba, en el seno de una familia judía de origen askhenazí emigrada de Polonia y del Imperio Ruso. La llegada de la Revolución cubana forzó a su familia a exiliarse a los Estados Unidos, donde Jaime completó sus estudios de abogacía en la Universidad de Columbia.

## Producción literaria y divulgación
La principal obra de Jaime Einstein fue el libro El Esplendor, en el que noveló la vida del rabino Moisés de León, probable  escritor de la obra clave de la Cábala el Zohar. La historia se ambienta en el Reino de León, concretamente en el asedio castellano-aragonés de 1196 a la aljama judía de Puente Castro, si bien existe una narración paralela sobre la vida de Shimon bar Yojai, presunto autor de la obra en el siglo II.
También es el autor del libro La isla de Abraham(editada en noviembre de 2018), sobre la historia de los judíos en la isla de Cuba.
Como presidente de la sección leonesa de la asociación Tarbut Sefarad, Jaime Einstein impulsó diferentes actividades destinadas a la divulgación del legado hebreo, como unas jornadas dedicadas al Pensamiento Judío medieval celebradas en León en 2009.

## Fallecimiento
Jaime Einstein murió de un infarto agudo de miocardio en Safed, Galilea, donde residía desde hacía varios años. Tenía 67 años.